# Мелкокрыл калужницевый
Мелкокрыл калужницевый, или моль зубатая калужницевая (лат. Micropterix calthella) — вид чешуекрылых из примитивного семейства первичных зубатых молей (Micropterigidae). Европа, Сибирь.

## Описание
Длина передних крыльев: 3,1—3,7 мм (самцы); 3,6—4,6 мм (самки). Посещают цветы растений родов Acer, Ajuga, Caltha, Cardamine, Carex, Crataegus, Mercurialis и Ranunculus. Гусеницы развиваются на мхах. Зимует на стадии куколки.